# Zawsze Wierni Ojczyźnie
Zawsze Wierni Ojczyźnie – szósty album kompilacyjny polskiej piosenkarki Danuty Stankiewicz wydany w 2021 roku nakładem wytwórni BM Inspiration.

## Lista utworów
1. Hymn Związku Żołnierzy Wojska Polskiego – "To przecież nie tak dawno" (Jan Chojnacki - Jan Chojnacki) [w wyk. Wojskowego Zespołu Wokalnego Wiarusy]
2. Bogurodzica (trad. - trad.) [w wyk. D. Stankiewicz]
3. Rota (Feliks Nowowiejski - Maria Konopnicka) [w wyk. D. Stankiewicz]
4. O mój rozmarynie (Zygmunt Pomarański - trad., Wacław Denhoff-Czarnocki) [w wyk. M. Jaśko]
5. Przybyli ułani pod okienko (trad. - Feliks Gwiżdż) [w wyk. D. Stankiewicz]
6. Wojenko, wojenko (trad. - trad.) [w wyk. D. Stankiewicz]
7. Marsz Pierwszej Brygady (M.D. Tomnikowski - Andrzej Hałaciński, Tadeusz Biernacki) [w wyk. D. Stankiewicz]
8. Dziś do ciebie przyjść nie mogę (Stanisław Magierski - Stanisław Magierski) [w wyk. D. Stankiewicz]
9. Czerwone maki (Alfred Schütz - Feliks Konarski) [w wyk. D. Stankiewicz]
10. Rozszumiały się wierzby płaczące (Wasilij Agapkin - Roman Ślęzak) [w wyk. D. Stankiewicz]
11. Pan kiedyś stanął (Cesareo Azurmendi Gabarain - Stanisław Szmidt) [w wyk. D. Stankiewicz]
12. Madonno czarna (Alicja Gołaszewska - Alicja Gołaszewska) [w wyk. D. Stankiewicz]
13. Dzieci świata (Robert Obcowski - Krzysztof Tadeusz Zawadzki) [w wyk. D. Stankiewicz]
14. Marsz Pierwszej Brygady (M.D. Tomnikowski - Andrzej Hałaciński, Tadeusz Biernacki) [podkład muzyczny]
15. Dziś do ciebie przyjść nie mogę (Stanisław Magierski - Stanisław Magierski) [podkład muzyczny]
16. Rozszumiały się wierzby płaczące (Wasilij Agapkin - Roman Ślęzak) [podkład muzyczny]
17. Mazurek Dąbrowskiego (Michał Kleofas Ogiński - Józef Wybicki) [podkład muzyczny]

## Charakterystyka albumu
Album Zawsze Wierni Ojczyźnie to wydana z okazji 40–lecia Związku Żołnierzy Wojska Polskiego kompilacja nagrań Danuty Stankiewicz (oraz gościnnie Mariusza Jaśko i Wojskowego Zespołu Wokalnego Wiarusy z jej dwóch albumów studyjnych; Serce dla Ciebie Polsko (14 utworów), oraz Divide Amorem Inter Nos (3 utwory). Album oryginalnie ukazał się w formie płyty kompaktowej (BM Inspiration GRCD 070P) wydanej przez Agencję Artystyczną BM Inspiration.

## Muzycy
- Danuta Stankiewicz – śpiew, chóry
- Mariusz Jaśko – śpiew, chóry (4)
- Piotr Kubacki – chóry, instrumenty klawiszowe, gitara akustyczna (1-10,14-17)
- Ryszard Poznakowski – chóry, pianino, gitara elektryczna, instrumenty perkusyjne, instrumenty dęte (1-10,14-17)
- Czesław Majewski – fortepian (1-10,14-17)
- Zbigniew Tokarski – skrzypce (1-10,14-17)
- Robert Obcowski – instrumenty klawiszowe (11-13)
- Winicjusz Chróst – gitara (11-13)
- Wojciech Kowalewski – perkusja (11-13)

## Realizatorzy
- Grafika na okładce, zdjęcia – Bartosz Kuśmierski
- Projekt graficzny – Bartosz Kuśmierski
- Mastering – Bartosz Kuśmierski
- Manager – Anna Tomasik
- Redakcja – Marek Bielec, Anna Tomasik
- Konsultacja merytoryczna – Marek Bielec